# Le FIEF des femmes
Le FIEF des femmes est une émission de télévision éducative québécoise animée par Rémy Trudel et diffusé du 7 septembre 2005 à 2007 à Canal Savoir.

## Synopsis
Ce magazine présente des femmes d'affaires du Québec. À chaque semaine, une femme d'affaires venait témoigner sur le plateau. L'émission était coanimée par Françoise Lyon jusqu'en mars 2006, puis par Rémy Trudel seul.

## Distribution
- Rémy Trudel : animateur (2005 - 2007)
- Françoise Lyon : coanimatrice (2005 - mars 2006)

## Production
- Producteur et réalisation : Michel Venne
- Producteur délégué : Rémy Trudel (École nationale d'administration publique)